# Alex Bernard (Musiker)
Alex Bernard (* ≈1950 auf Martinique) ist ein französischer Fusion- und Jazzmusiker (E-Bass, Kontrabass, Komposition).

## Leben und Wirken
Bernard stammt aus einer Musikerfamilie. Sein Großvater war Geiger und sein Vater gründete mit seinem Bruder ein eigenes Orchester. Er begann zunächst als Gitarrist, wechselte aber rasch zum Bass. Er spielte zunächst in lokalen Gruppen und nahm 1969 das Debütalbum von Malavoi auf, an dem auch Alain Jean-Marie beteiligt war. Marius Cultier engagierte ihn 1970; mit dessen Band tourte er in Kanada. Zurück auf Martinique arbeitete er bei Henri Guédon. 1976 gründete er mit seinen Brüdern Jacky und Nicol und mit Bib Monville und Jacky Alpha die Fusionband Fal Frett, die acht Alben veröffentlichte. Daneben spielte er in den 1990er Jahren auch bei Acoustik Zouk.
Mario Canonge holte ihn erstmals für sein Album Chawa (1997) in seine Band. Mit Jacques Coursil spielte er auf dem Album Clameurs (2007) und im Trio Cadences Libres (Trails of Tears, 2010). Er ist weiterhin auf Alben von Ralph Thamar, José Privat, Manuel Césaire, Tony Chasseur, Jean-Michel Cabrimol und Pipo Gertrude zu hören.

## Diskographische Hinweise
- Mario Canonge, Alex Bernard, Jean-Philippe Fanfant: Punch en Musique (1999)
- Mario Canonge, Alex Bernard, Jean-Philippe Fanfant: Les Plus Belles Chansons de Noël (2001)
- Tropical Jazz Trios. Live au CMAC Atrium (2001, mit Jacky Bernard, Mario Canonge, Alain Jean-Marie, Jean-Claude Montredon, Dominique Bougrainville, Jean-Philippe Fanfant, Nycol Bernard)